# Emilia Plater

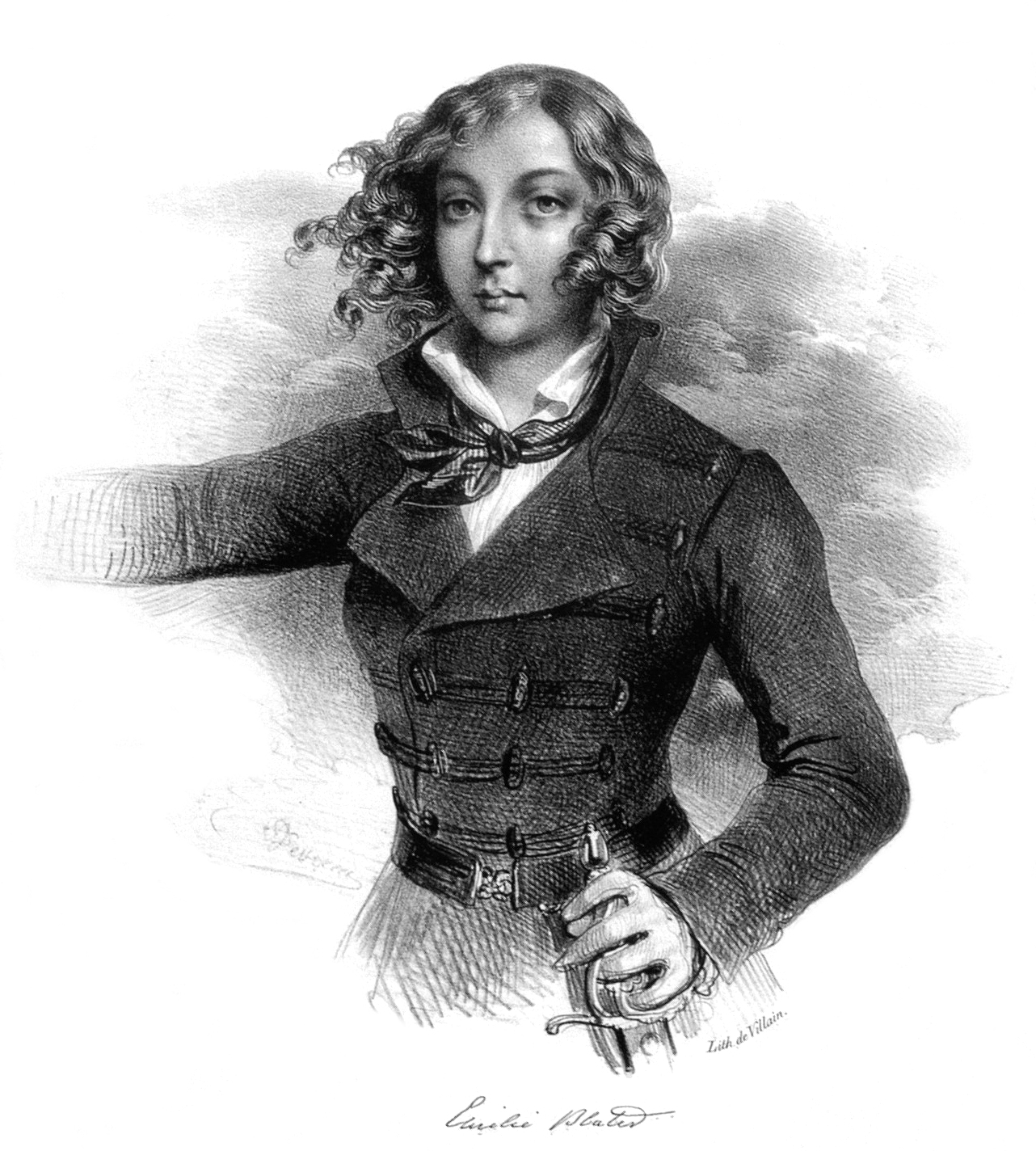
Emilia Plater (Anonym)

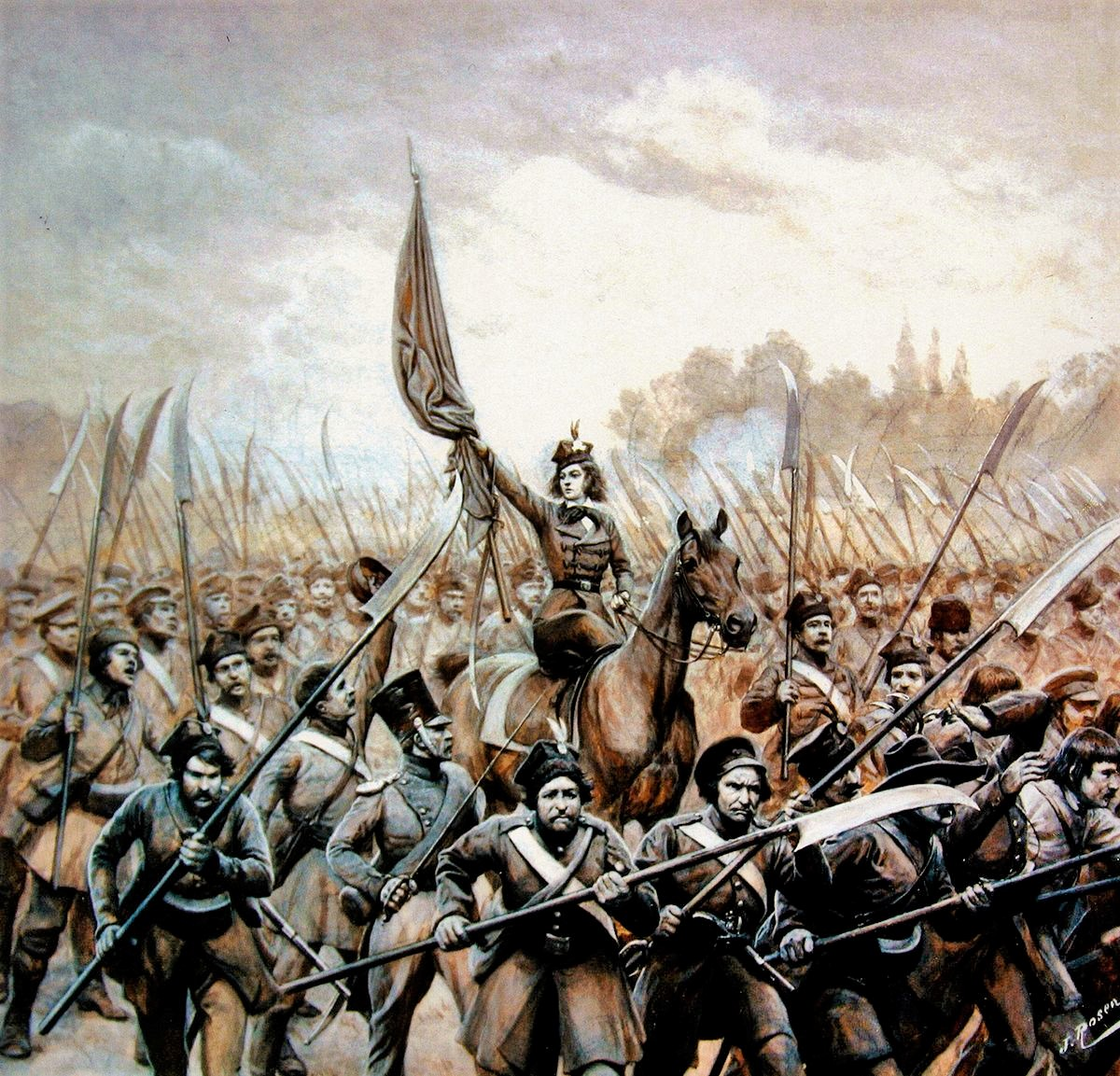
Emilia mit ihren Soldaten

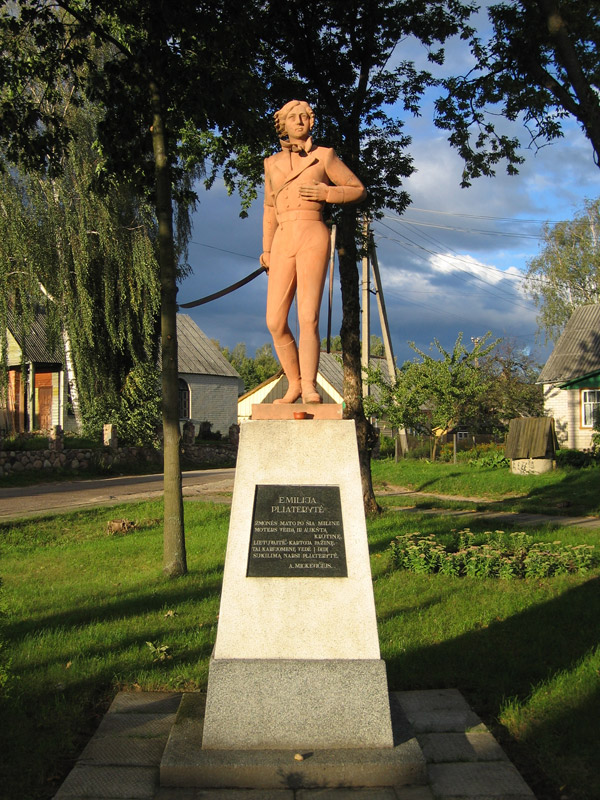
Denkmal für Emilia Plater in Kapčiamiestis

Emilia Broel-Plater (polnisch Emilia Plater, litauisch Emilija Pliaterytė; * 13. November 1806 in Wilna; † 23. Dezember 1831 auf dem Gut Justianowo bei Lazdijai) war eine Gräfin aus der Dussiatyschen Linie derer von dem Broele, genannt Plater, und eine Freiheitskämpferin.

## Biographie
Sie lebte seit 1815 mit ihrer geschiedenen Mutter bei Verwandten in Lixten bei Dünaburg in Livland (heute in Lettland), wo sie zusammen mit ihren Cousins Unterricht, u. a. im Fechten, Reiten, aber auch Zeichnen bekam. Sie war sehr belesen und begeisterte sich für polnische patriotische Literatur, aber auch für Goethe und Schiller, die sie auf Deutsch lesen konnte. 1830 starb ihre Mutter, was für die junge Frau ein heftiger Schlag war. Als kurz danach die Nachricht von dem Ausbruch des Novemberaufstands in Warschau eintraf, organisierte sie mit ihrem Cousin Cezary Plater einen Aufstand der örtlichen Bevölkerung, schloss sich selbst den freiwilligen Jägern von Wilkomir und dann dem Korps von Konstanty Parczewski an und wurde Kapitän (Hauptmann) im 25. Linienregiment.
Emilia Plater kämpfte in verschiedenen Schlachten, u. a. bei Kowno und Szawle und folgte bei der Teilung des polnischen Heers dem Korps des Generals Dezydery Chłapowski, bis dieser das preußische Gebiet betrat. Emilia Plater versuchte nun mit ihrem Cousin nach Warschau zu gelangen, starb aber infolge der erlittenen Strapazen am 23. Dezember 1831 und wurde in Kopciowo (heute litauisch Kapčiamiestis) bestattet. Ihr Grab und ein Denkmal erinnern dort noch heute an sie.

## Nennung in Literatur und Gesellschaft
Nach ihrem Tod wurde die litauisch-polnische Jeanne d’Arc, wie Emilia Plater auch genannt wurde, in zahlreichen literarischen Werken polnisch-litauischer Autoren zu einer Symbolfigur des Widerstandes gegen die russische Fremdherrschaft stilisiert. Den Auftakt dazu bildete Adam Mickiewiczs im März 1832 im Pariser Exil erschienenes Gedicht Śmierć pułkownika („Des Obristen Tod“) fiktiven Inhaltes.
1842 veröffentlichte J. K. Salomoński in New York eine Kurzbiografie der Emilia Plater. Daneben nahmen sich verschiedene Maler der Kämpfenden an, darunter Wojciech Kossak, von dem zahlreiche Bilder historischer Sujets stammen.
Sie war auf einer Banknote der Zweiten Polnischen Republik abgebildet. Während des Zweiten Weltkriegs wurde eine polnische Militäreinheit nach ihr benannt.
Im sozialistischen Nachkriegspolen wurde sie 1959 zur Namensgeberin eines Schiffes der polnischen Marine.
Im heutigen Polen sind zahlreiche Straßen und Plätze nach ihr benannt.